# Chiesa dei Morti di San Martino
La chiesa dei Morti di San Martino o di San Martino vecchio è un luogo di culto cattolico di Torre Boldone, in provincia di Bergamo, con accesso su via Gioele Solari, inserita nel parco pubblico cittadino.

## Storia
Il primo documento che cita la presenza di una chiesa dedicata al santo risale al 1064 quando un certo prete Daniele esercitava la funzione di ministro. La documentazione conservata presso la Curia Vescovile, indica nel 21 dicembre il giorno di consacrazione dell'edificio ma con l'anno di difficile interpretazione ma sicuramente precedente il 1087.
Nel 1342 Giorgio Del Zoppo, personaggio di non poca importanza nella storia cittadina, dettò un lascito testamentario per dotare la chiesa di una Canonica perché ospitasse due preti, imponendo che uno fosse  Grazio da Rovetta, pena l'annullamento dei diritti testamentari.
Nel XVIII secolo l'aula della chiesa sembrò troppo piccola per la popolazione che era aumentata di numero, si decise quindi di costruire quella nuova sempre dedicata al santo ungherese. L'edificio fu demolito e i materiali recuperati per la costruzione di quella nuova, non più nella medesima località che sembrava troppo fuori mano rispetto al centro urbano. Sul territorio fu lasciata una colonna a ricordo dell'antica costruzione.
Accanto all'antica chiesa era stato costruito il lazzaretto e il cimitero in località Rocchetta, che accoglieva i defunti della peste del 1630, infezione che è stata in Bergamo e nella bergamasca particolarmente devastante Il cimitero divenne luogo devozionale per i paesani tanto da chiedere il permesso di costruire un nuovo luogo di culto. Malgrado il parete negativo dei sacerdoti del paese che temevano un allontanamento dei fedeli, nel 1817 fu concesso il permesso di edificazione intitolando l'edificio: “ad honor de la B.V. Maria de la Pietà in sufragio de’ morti ivi vicino sepolti tempore pestis. Forse l'edificio fu un ampliamento di una precedente bacheca intitolata a san Rocco. La vicinanza al cimitero dei morti appestati la fece chiamare dei mortini di San Martino Vecchio

## Descrizione
Difficile risalire alla conformazione della chiesa primitiva. Sicuramente era in stile romanico, con facciata avente il tetto a capanna, con un ingresso probabilmente preceduto da un pronao coperto e ornata da un rosone, l'ingresso delle chiese era infatti il luogo dove venivano enunciati gli editti cittadini. Le ricerche hanno suffragato questa considerazione. 
Nel 1740 si trova documentazione dell'uso delle pietre della torre campanaria della chiesa e di tutta la muratura, a conferma che questa fu distrutta e molti dei suoi materiali riutilizzati nell'edificazione di quella nuova su disegno di Giovan Battista Caniana. 
L'antica chiesa parrocchiale era ornata di dipinti, alcuni ricollocati nel nuovo edificio; il polittico di San Martino fu invece alienato, forse considerato troppo antico. Fu acquistato da Giacomo Carrara e poi facente parte della Fondazione Carrara conservato presso la pinacoteca dell'Accademia di Bergamo.
L'esterno della chiesa ha un protiro terminante con due colonne, dove un tempo era il dipinto della Danza Macabra deteriorata e persa, ne rimane la documentazione fotografica. L'interno si presenta ad aula unica a pianta rettangolare, con la volta a crociera e la pavimentazione in cotto. Sul piccolo presbiterio vi è la pala raffigurante la Vergine che intercede presso Gesù in aiuto delle anime purganti e una statua di san Martino in abiti vescovili del XX secolo.